# Орден Святої Корони
Орден Святої Корони (угор. Magyar Szent Korona Rend) — нагорода Угорського королівства.

## Історія
Орден неофіційно заснований 1942 року Міклошем Горті. 3 березня 1943 року орден отримав статут і призначався винятково для нагородження іноземців.
Орден мав 8 класів:
- Великий хрест
- Командор 1-го класу
- Командор
- Офіцер
- Лицар
- Золотий хрест заслуг
- Срібний хрест заслуг
- Бронзовий хрест заслуг

## Опис
Білий емальований хрест Руперта в золотій оправі. В центрі хреста — круглий зелений емальований медальйон з короною Святого Іштвана, оточений зеленим лавровим вінком. Хрести заслуг виготовлялись з бронзи без емалі, з посрібленням або посрібленням залежно від класу. До ордена за військові заслуги додавалась військова відзнака (вінок з дубового листя), за військові заслуги на полі бою — військова відзнака і схрещені мечі.
Хрести заслуг і лицарський хрест носили на лівому боці грудей на червоній стрічці, офіцерський — без стрічки, командорські — на шийній стрічці (до хреста 1-го класу додавалась чотирипроменева нагрудна зірка), великий хрест — на плечовій стрічці із восьмипроменевою нагрудною зіркою.

## Відомі нагороджені
- Йоахім фон Ріббентроп
- Йоганн фон Кільмансегг
- Вальтер Гертель
- Отто Нойманн
- Отто Скорцені